# Antonio Jesús Soto
Antonio Jesús Soto Guirao (Alcantarilla, 22 settembre 1994) è un ciclista su strada spagnolo che corre per l'Equipo Kern Pharma. Professionista dal 2020, ha vinto la Vuelta a Murcia 2021.

## Palmarès
- 2018 (Lizarte, una vittoria)

Gran Premio Primavera de Ontur
- 2021 (Euskaltel-Euskadi, una vittoria)

Vuelta a Murcia

### Altri successi
- 2018 (Lizarte)

Prologo Vuelta a Salamanca (Saucelle, cronometro)

## Piazzamenti

### Grandi Giri
- Vuelta a España

2021: 81º
2024: 114º

### Competizioni continentali
- Campionati europei

Trento 2021 - In linea Elite: ritirato
Limburgo 2024 - In linea Elite: ritirato